# Криворудка
Криворудка (укр. Криворудка) — село в Красиловском районе Хмельницкой области Украины.
Население по переписи 2001 года составляло 309 человек. Почтовый индекс — 31011. Телефонный код — 3855. Занимает площадь 1,424 км². Код КОАТУУ — 6822785101.

## Местный совет
31011, Хмельницкая обл., Красиловский р-н, с. Криворудка, ул. Центральная, 33

## Известные земляки
В с. Криворудка 13 февраля 1971 года родился Дмитрий (в миру Рудюк), епископ Львовский и Сокальский УПЦ КП.